# Großer Rosennock
Il Große Rosennock (2.440 m s.l.m. è una montagna delle Alpi alta 2.440 m. Si trova nelle Alpi della Gurktal, sottosezione delle Alpi di Stiria e Carinzia. Sorge in territorio austriaco, nella Carinzia.